# Kerners Läusekraut
Kerners Läusekraut (Pedicularis kerneri) ist eine Pflanzenart, die zur Gattung Läusekräuter (Pedicularis) in der Familie der Sommerwurzgewächse (Orobanchaceae) gehört. 

## Beschreibung
Wie alle Läusekräuter ist Kerners Läusekraut ein Halbschmarotzer. Kerners Läusekraut ist eine ausdauernde, krautige Pflanze, die Wuchshöhen von 5 bis 15 cm erreicht. Sie bildet einen kurzen, walzlichen „Wurzelstock“ und aufsteigende Stängel. Die in einer grundständigen Rosette angeordneten Laubblätter bestehen aus einem langen Blattstiel und einer einfach gefiederten Blattspreite. Die bis zu 7 cm lange und 1 cm breite Blattspreite besitzt tief gezähnte und stachelspitzige Blattfiedern. 
Die Blütezeit reicht von Juli bis August. Der Blütenstand enthält fiederteilige Tragblätter und eine bis wenige Blüten. Die zygomorphe Blüte besitzt eine doppelte Blütenhülle. Der Kelch ist bis zu 9 mm lang und meist flaumig behaart mit gezähnten Kelchzipfeln. Die Krone ist bis zu 20 mm lang und hell-purpurrot, selten weiß. Die Oberlippe ist in einen etwa 2 mm langen Schnabel vorgezogen. Die Unterlippe besitzt drei sehr breite Lappen und ist nach rechts gekippt. Die beiden Staubblätter sind dicht flaumig behaart. 
Die Kapselfrucht ist doppelt so lang wie der Kelch.

## Vorkommen
Das Verbreitungsgebiet liegt von den Pyrenäen bis in die Hohen Tauern. Es umfasst die Länder Spanien, Frankreich, Italien, die Schweiz und Österreich.
Kerners Läusekraut gedeiht in der alpinen Höhenstufe bis in Höhenlagen über 3200 Meter auf steinigen Wiesen und kommt auf Schutt vor. Kerners Läusekraut meidet Kalk.